# Universitatea Statului Washington

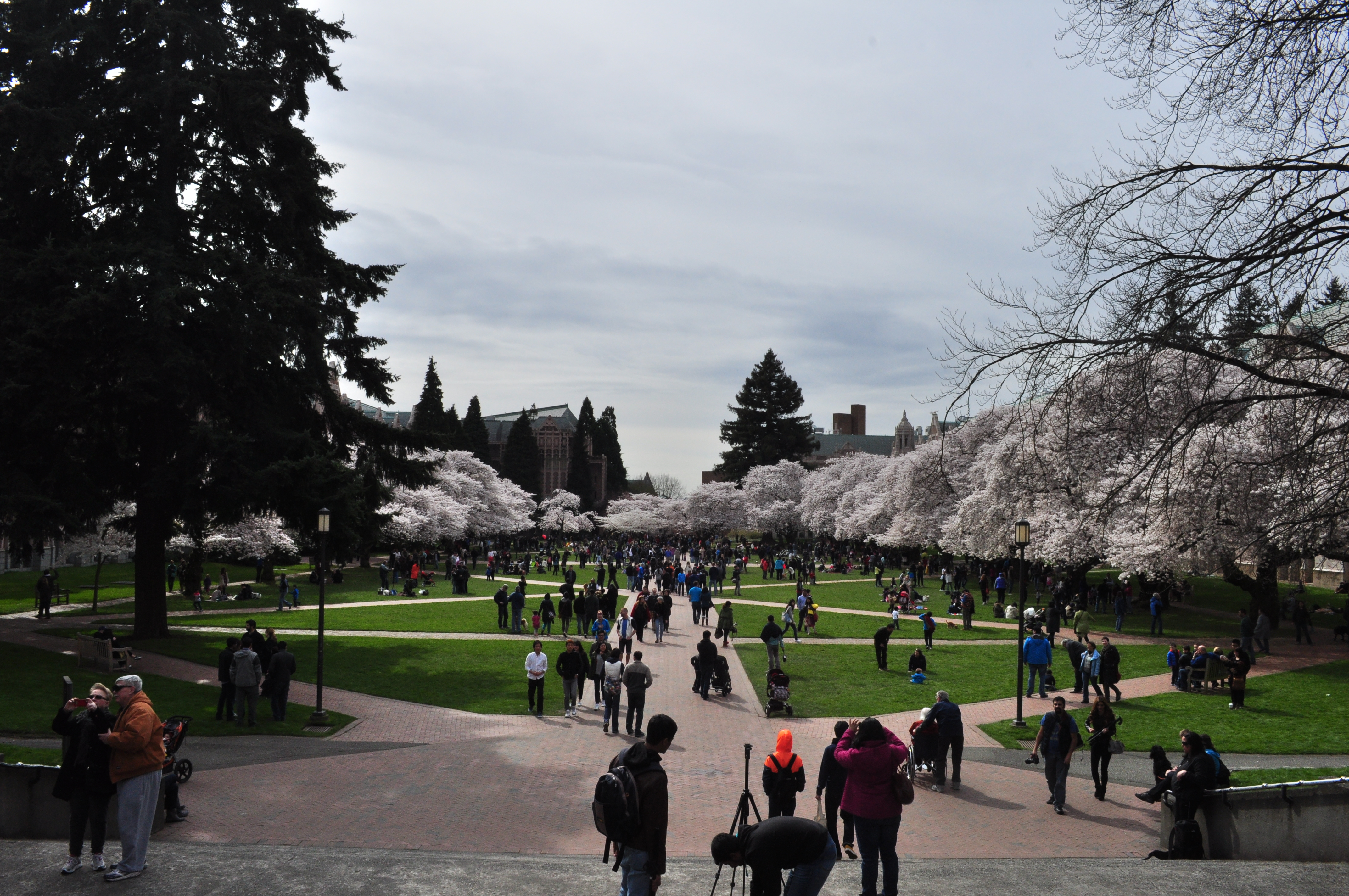

Universitatea Statului Washington (în engleză, University of Washington [State], de asemenea, menționată ca UW; U-Dub sau pur și simplu Washington) este o instituție de învățămînt superior publică, a statului Washington ale cărei facultăți sunt situate în principal în cartierul University District din Seattle, Washington, SUA. Universitatea a fost fondată în 1861.
Această universitate este recunoscută pe plan mondial ca unul din centrele de cercetare și învățămînt cele mai avansate.